# Erythrina chiriquensis
Erythrina chiriquensis là một loài thực vật có hoa trong họ Đậu. Loài này được Krukoff miêu tả khoa học đầu tiên.